# Le Hamel, Somme
Le Hamel là một xã ở tỉnh Somme, vùng Hauts-de-France, Pháp.
Thị trấn này có cự ly khoảng 16 dặm Anh về phía đông của Amiens trong Thung lũng Somme. 

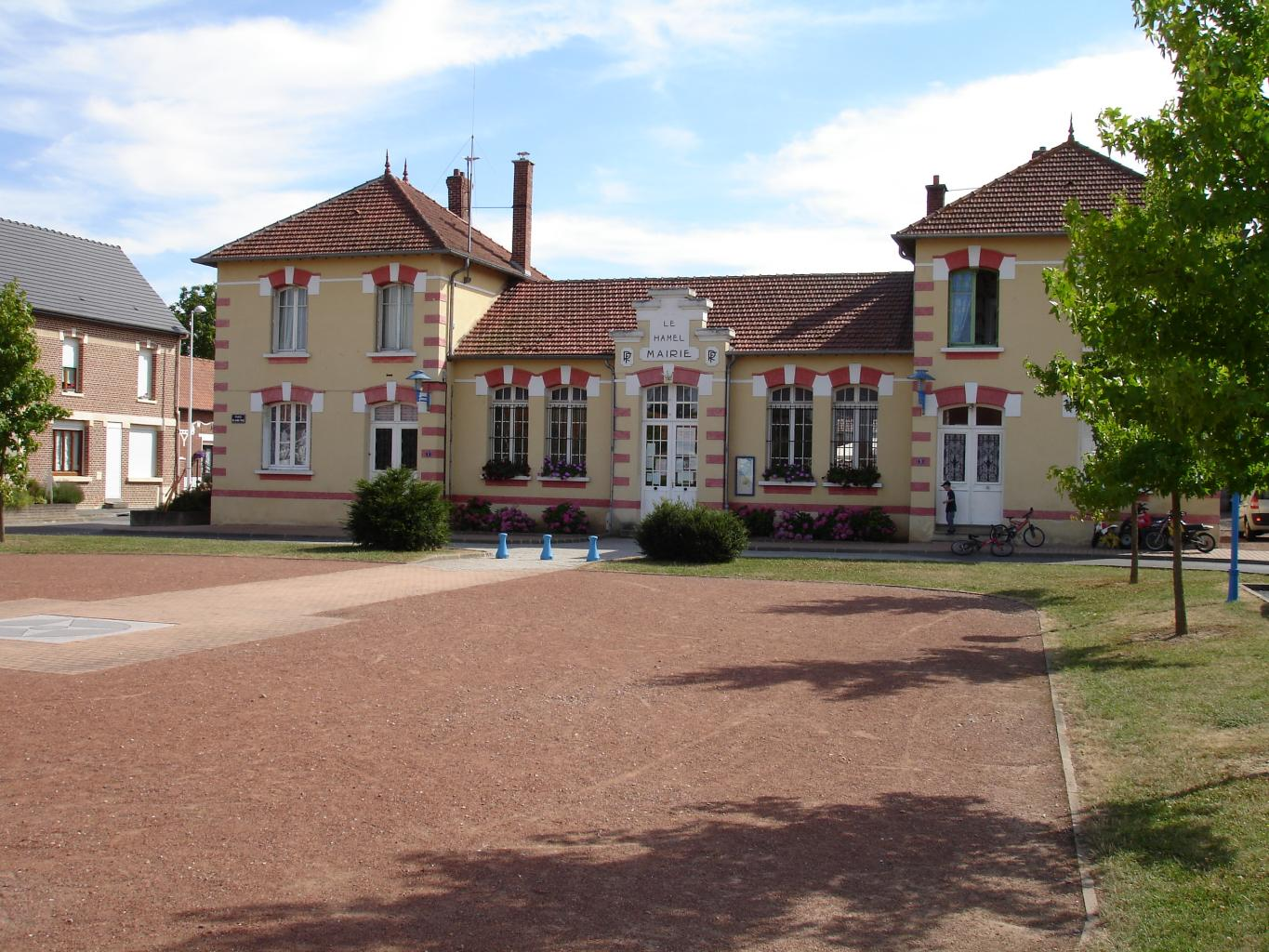
Toà thị chính
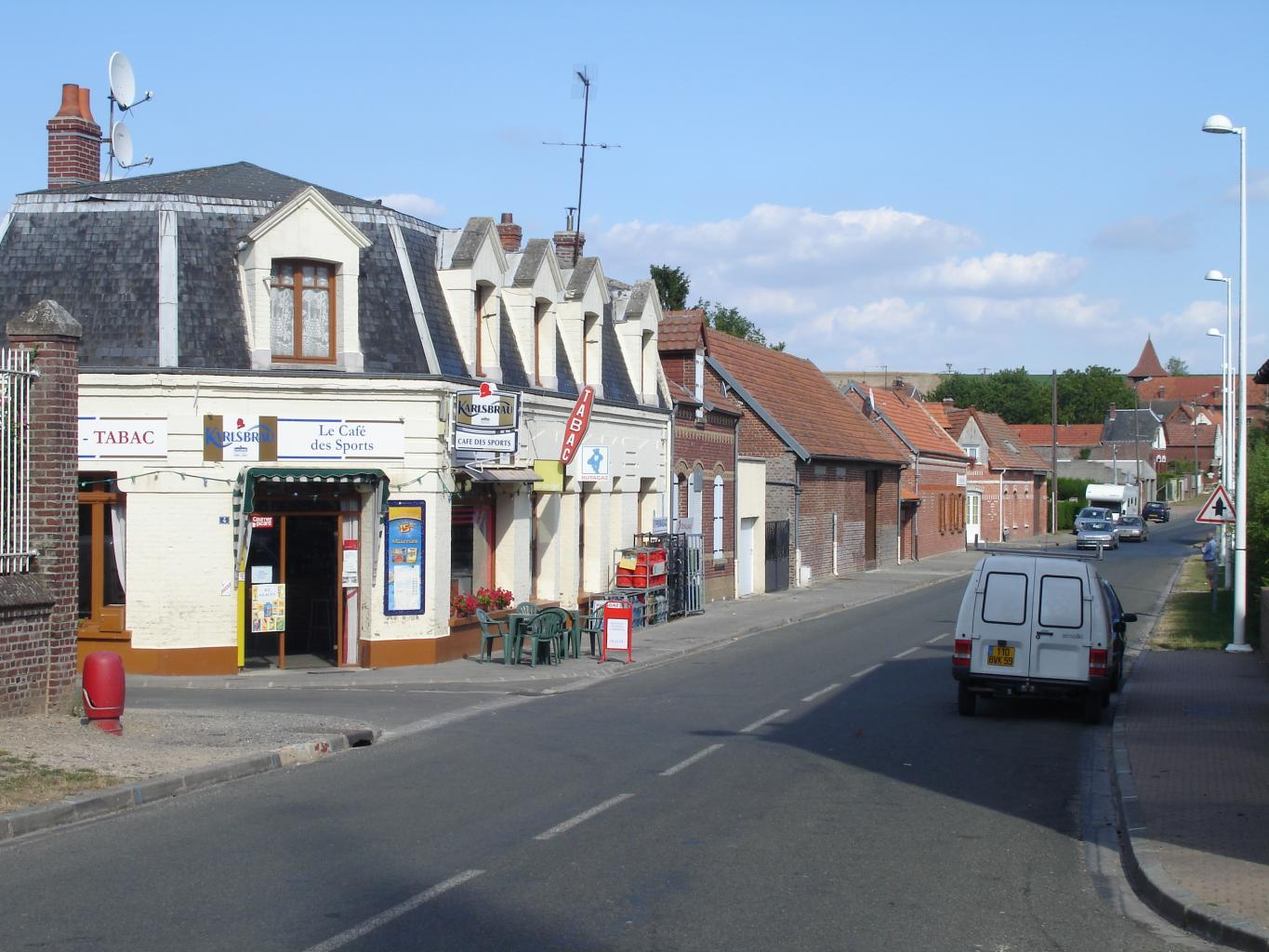
Phố chính
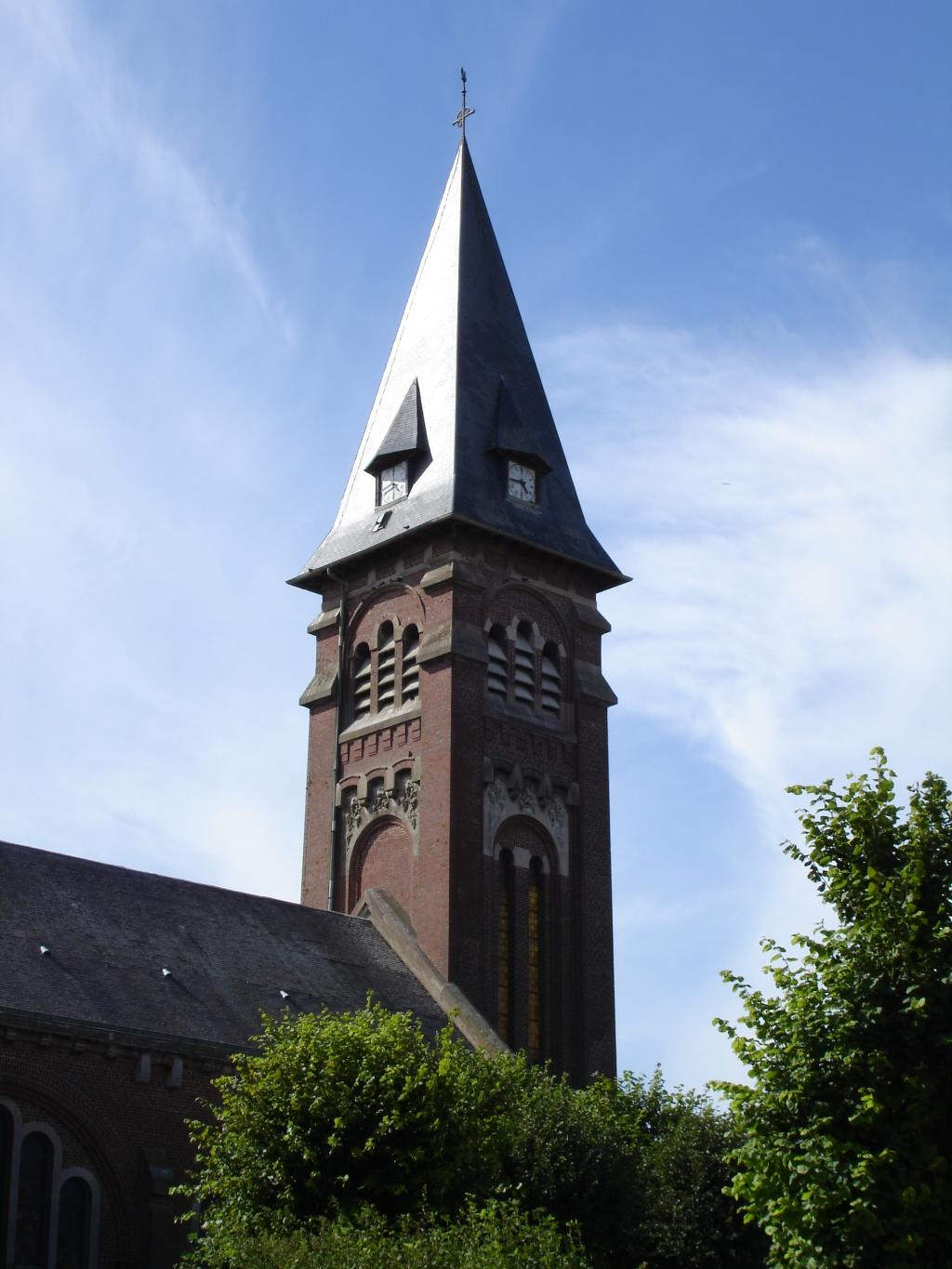
Tháp chuông nhà thờ

## Dân số
| 1794                                                         | 1800 | 1831 | 1851 | 1876 | 1901 | 1921 | 1936 | 1946 | 1956 | 1962 | 1968 | 1975 | 1982 | 1990 | 1999 |
| ------------------------------------------------------------ | ---- | ---- | ---- | ---- | ---- | ---- | ---- | ---- | ---- | ---- | ---- | ---- | ---- | ---- | ---- |
| 595                                                          | 622  | 960  | 1256 | 961  | 869  | 386  | 466  | 453  | 495  | 448  | 472  | 469  | 451  | 489  | 519  |
| Số liệu điều tra dân số từ năm 1962, dân số không tính trùng |      |      |      |      |      |      |      |      |      |      |      |      |      |      |      |

Sources: